# Homme aux échasses
Wilbur Day, alias l’Homme aux échasses (« Stilt-Man » en VO) est un super-vilain évoluant dans l'univers Marvel de la maison d'édition Marvel Comics. Créé par Wally Wood, le personnage de fiction apparaît pour la première fois dans le comic book Daredevil (vol. 1) #8, en juin 1965.
Plusieurs autres personnes ont utilisé l'identité et l'équipement de ce criminel.

## Biographie du personnage

### Origines
Wilbur Day naît à New York. En tant que scientifique, inventeur et ingénieur, il est employé par Carl Kaxton des Labotatoires Kaxton qui invente un dispositif de vérin hydraulique. Wilbur vole les plans de Kaxton et les utilise pour concevoir une paire de pieds métalliques télescopiques extrêmement longs, ce qui lui permet de s'élever au-dessus du sol. Il incorpore ces échasses hydrauliques dans une combinaison de combat blindée, qu'il créée afin de commettre des vols en tant que le criminel professionnel nommé l’Homme aux échasses.
Plus tard, il tente de poursuivre Labotatoires Kaxton, avec Matt Murdock (Daredevil) comme avocat, revendiquant la propriété légale de la conception originale de Kaxton et allant jusqu'à accuser Kaxton d'être l’Homme aux échasses. Finalement, on découvre que Day était lui-même l’Homme aux échasses.
Day, portant les échasses mais pas le reste de sa combinaison blindée, utilise un pistolet à condensateur moléculaire expérimental, basé sur une autre idée de Kaxton, pour tenter d'éliminer Daredevil. Mais pendant le combat, Day lui-même est frappé par le rayon du condensateur moléculaire et est rétréci apparemment dans le néant. En fait, lorsque le rayon a condensé la matière de son corps jusqu'à un certain point, Day a été transporté dans un « microverse » (univers parallèle microscopique) semblable aux Limbes. Des mois plus tard, Day et ses échasses réapparaissent sur Terre à leur taille réelle.

### Parcours
Modifiant et améliorant constamment ses échasses d'origine et le reste de sa combinaison de combat, l’Homme aux échasses se bat contre Daredevil, Spider-Man et Captain America.
Lorsqu'il obtient un duplicata spécial de sa combinaison forgée à partir d'adamantium secondaire par Blastaar, l’Homme aux échasses ose défier le dieu du Tonnerre Thor. Mais après que Thor l'ait vaincu, son costume en adamantium lui est confisqué et fondu. Plus tard, Day récupère sa propre combinaison de combat modifiée.
Un jour, son armure est volée par Turk, un petit malfrat minable qui compte se faire engager par Wilson Fisk (le Caïd) en tant qu'assassin. Quand le Caïd refuse son offre, Turk tente de l'impressionner en attaquant les Quatre Fantastiques. Son plan échoue lamentablement. Day contacte bientôt Daredevil pour qu'il capture Turk, en lui indiquant une faiblesse dans l'armure (en manipulant les gyroscopes qui maintiennent l'équilibre de la combinaison), faiblesse que Day corrigera plus tard quand il récupéra l'armure.
Day décide qu'après cet épisode humiliant, il doit faire quelque chose de dramatique pour regagner sa réputation de redoutable criminel. Il fait irruption dans une usine de Cordco et utilise ses dispositifs automatisés pour se construire une combinaison de combat améliorée dans un délai remarquablement court. Spider-Man apprend le cambriolage et s'attaque à l’Homme aux échasses. Mais quand Spider-Man voit qu'un perturbateur sonique que Day avait activé était sur le point de le faire exploser, Spider-Man prend l'explosion sur lui pour sauver la vie de Day. Ému par le sacrifice du Tisseur envers un ennemi, l’Homme aux échasses emmène avec gratitude le combattant du crime inconscient en sécurité, puis quitte l'usine.
Pendant l'arc narratif La Guerre des Armures, Day affronte Iron Man et est vaincu.
Fatigué de ses échecs, Day laisse son armure aux mains de l'avocat Matt Murdock, annonçant qu'il arrête sa carrière criminelle. Il épouse la Princesse Python (Zelda DuBois) du Cirque du Crime.

### Civil War
Lors du crossover Civil War, l'Homme aux échasses se fait enregistrer, mais sa première mission l'oppose au Punisher qui le tue avec un lance-roquette. 
Le Punisher profite ensuite de la veillée funèbre de l’Homme au échasses au Bar Sans Nom pour empoisonner plusieurs super-vilains, notamment le Maraudeur masqué, et fait dynamiter l’endroit.

### Le deuxième Hommes aux échasses
Quand Day arrête sa carrière, un inconnu utilise une de ses armures mais est battu par Luke Cage, puis par Miss Marvel.

## Pouvoirs et capacités
Les pouvoirs de l'Homme aux échasses lui viennent d'une armure hi-tech de sa conception, aux jambes télescopiques. D'une extension maximale de 80 m, les jambes augmentent 10 fois sa force et lui permettent de se déplacer à 45 km/h. 
En complément de ses pouvoirs, Wilbur Day est un inventeur et un ingénieur doué, même s’il n’est pas à proprement parler un génie.
- L'armure de l'Homme aux échasses est électrifiée en cas de contact, et recouverte d'une substance en silicone empêchant la toile de Spider-Man d'y adhérer.
- Il utilisait un pistolet à capsules de gaz soporifique, et des grenades de même capacité.
- D'autres armes, comme des mitrailleuses, étaient incorporées dans l'armure.

Une de ses armures était composée d'adamantium, mais elle fut détruite par Thor.